# Kot orientalny
Kot orientalny – rasa kota należąca do tej samej grupy co kot syjamski, o smukłej budowie ciała, giętkim grzbiecie, klinowatej głowie i skośnych oczach. Różnica polega jedynie na umaszczeniu. Koty syjamskie mają charakterystyczne umaszczenie, zaś orientalne występują w około czterdziestu odmianach.
Sierść-Występuje wiele odmian barwnych: czarne, cynamonowe, brązowe, rude, niebieskie, kremowe, białe, cieniowane, pręgowane.
Charakter-Koty orientalne są ciekawskie, uczuciowe ale wymagające. Lubią aktywnie spędzać czas. Są chętne do zabawy. Bardzo cenią sobie towarzystwo drugiego kota. Są doskonałymi łowcami. Dość głośne ale
spokojniejsze niż koty syjamskie.
Żyją ok. 16-18 lat.